# Aelurillus plumipes
Aelurillus plumipes är en spindelart som först beskrevs av Tord Tamerlan Teodor Thorell 1875.  
Aelurillus plumipes ingår i släktet Aelurillus och familjen hoppspindlar. Inga underarter finns listade i Catalogue of Life.